# Francis Duthil
Pas d'image ? Cliquez ici

a Compétitions nationales et continentales officielles uniquement.

b Matchs officiels uniquement.
Francis Duthil, né le 11 mai 1950 à Tonneins, est un joueur et entraîneur de rugby à XIII dans les années 1970 évoluant au poste de talonneur.
Au poste de talonneur, Francis Duthil a joué durant sa carrière dans le Championnat de France au sein des clubs de Pau XIII, Bordeaux XIII, l'US Villeneuve et la Réole XIII. Ses bonnes prestations en club l'amènent à être sélectionné en équipe de France lors de la Coupe du monde 1975.
Après sa carrière sportive, il devient entre autres maire de la commune du Mas d'Agenais et occupe en 2020 le rôle de trésorier de la Fédération française de rugby à XIII.

## Biographie
Francis Duthil s'adonne au lycée de Marmande au rugby à XV. Il effectue son service militaire au sein du bataillon de parachutistes à Pau et parallèlement intègre le club de rugby à XIII de Pau XIII en 1974. Il poursuit la pratique du rugby à XIII à Bordeaux XIII où il est muté professionnellement et ses bonnes prestations sous le maillot bordelais convainquent le sélectionneur de l'équipe de France de le sélectionner dans le cadre de la Coupe du monde où il dispute une rencontre contre la Grande-Bretagne au poste de talonneur. Il rejoint le club de l'US Villeneuve par la suite remportant la Coupe de France en 1979 puis le championnat de France en 1980. Sur la fin de sa carrière, il joue dans un premier temps à la Réole XIII dans les années 1980 puis finit à Talence XIII entant qu'entraîneur-joueur.

## Palmarès
- Collectif : 
  - Vainqueur du championnat de France : 1980 (Villeneuve-sur-Lot).
  - Vainqueur de la Coupe de France : 1979 (Villeneuve-sur-Lot).

### Détails en sélection
| 1. | 11 octobre 1975 | Angleterre | 2-48 | Coupe du monde | Talonneur | - | - | - | - |